# Корню, Теодор
Теодор Корню (фр. Théodore Cornut; род. I пол. XVIII ст., Авиньон) — французский математик и архитектор.

## Биография

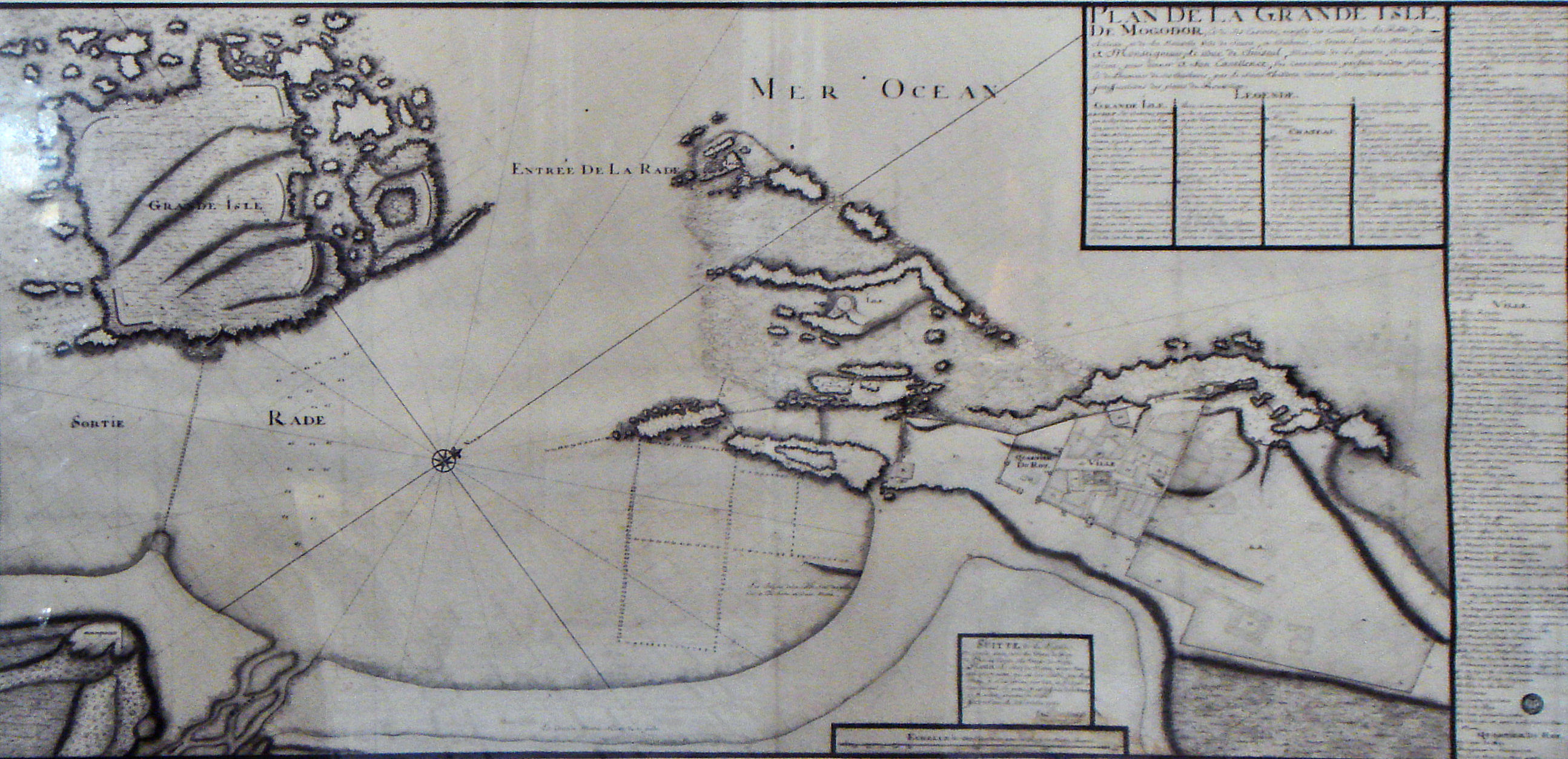
План Эс-Сувейры, разработанный Т. Корню

Теодор Корню начал свою профессиональную деятельность со строительства фортификационных сооружений в Руссильоне. Затем был на службе у англичан, участвовал в Семилетней войне. Находясь в Гибралтаре, был принят на службу марокканским султаном Мухаммедом бен Абдаллахом в 1766 году.
Султан поручил Корню перестроить марокканский приморский город Могадор (ныне Эс-Сувейра), создав там новую портовую крепость, и реорганизовать центральные кварталы. Т. Корню воспользовался этим заказом с тем, чтобы привлечь к этим работам десятки французских пленных, находившихся в Марокко после неудачной Ларашской экспедиции и проданных в рабство, облегчив тем самым их участь. Архитектор при помощи пленных создал новый городской центр, крепостные сооружения он построил по типу нормандского Сен-Мало. Корню также лично спроектировал в Эс-Сувейре касба, султанский квартал, а также торговую часть (медина), портовые укрепления и северную крепостную стену.
После окончания работ в Эс-Сувейре архитектор вернулся во Францию и привёз с собой всю рабочую документацию по планированию Эс-Сувейры.